# Kathedrale von Périgueux

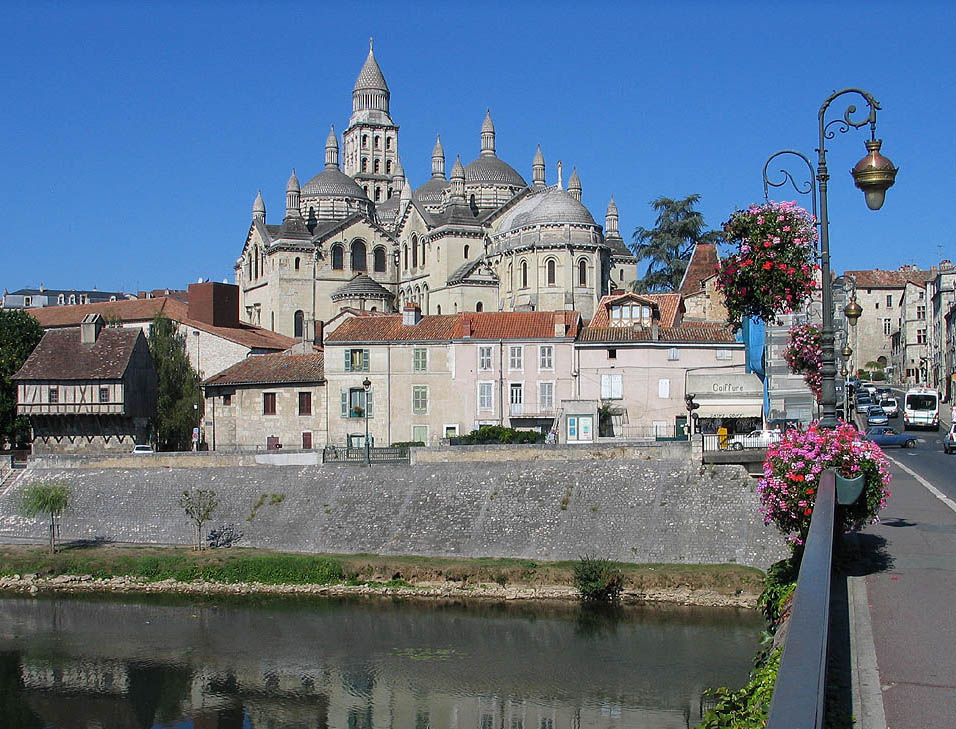
Kathedrale Saint-Front in Périgueux

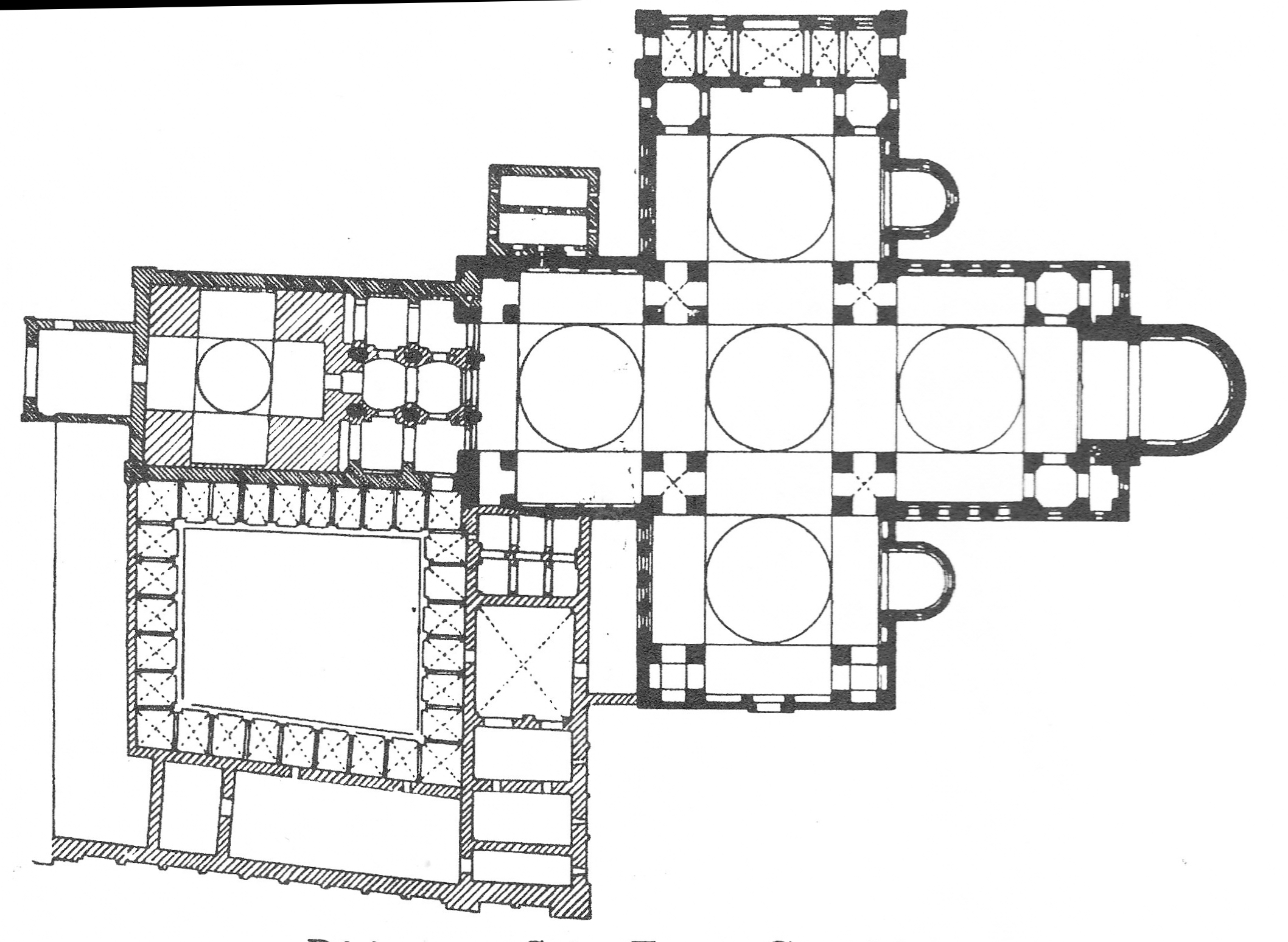
Perigueux, Kathedrale Saint-Front, Grundriss

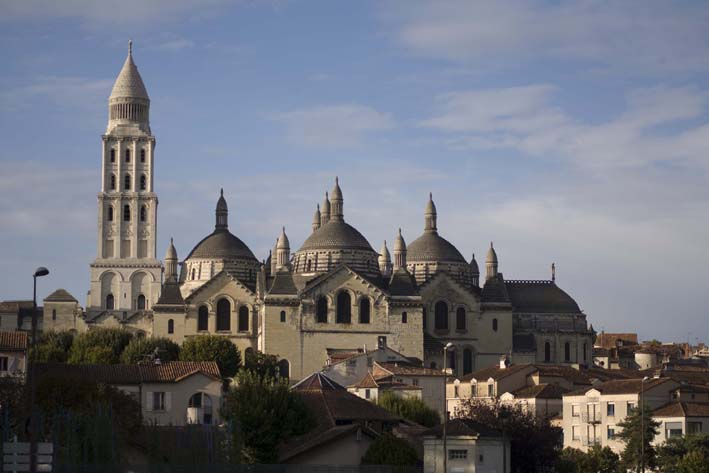
Seitenansicht

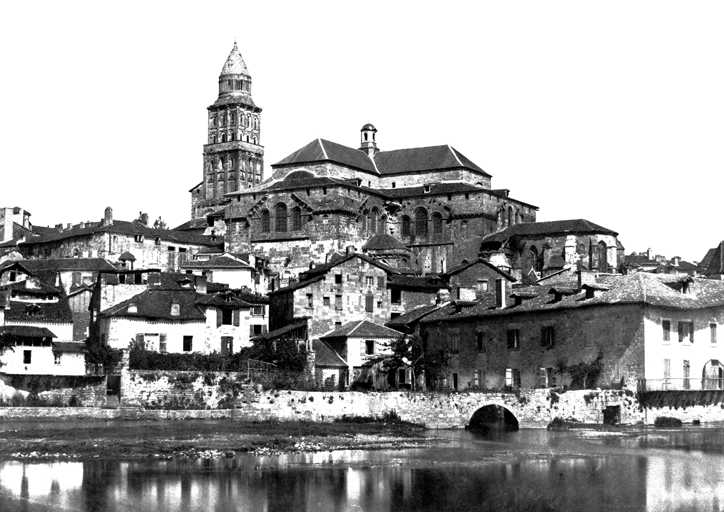
Ansicht der Kathedrale vor der Restaurierung

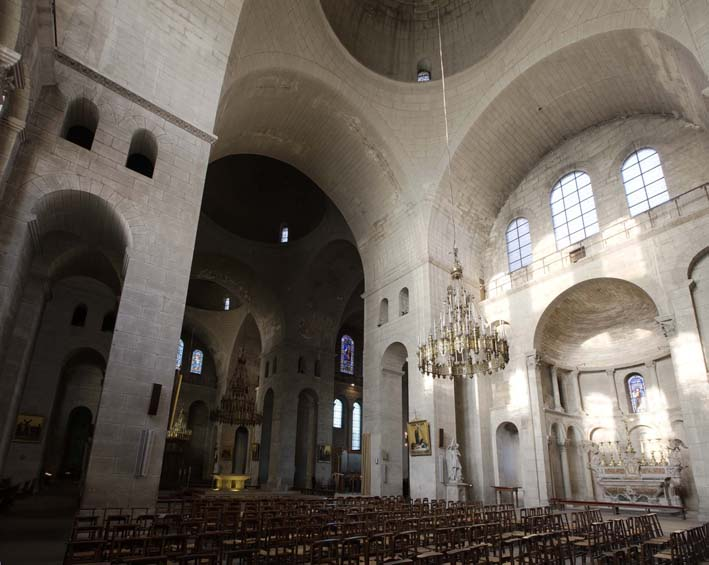
Innenraum

Die römisch-katholische Kathedrale Saint-Front in Périgueux im südfranzösischen Département Dordogne ist die Bischofskirche des Bistums Périgueux. Die Kirche erhielt im Jahr 1897 von Papst Leo XIII. den Titel einer päpstlichen Basilica minor und ist seit 1998 Teil des UNESCO-Weltkulturerbes „Wege der Jakobspilger in Frankreich“.
Sie ist nicht mit der ehemaligen Kathedrale St. Étienne-de-la-Cité in Périgueux zu verwechseln, die die Funktion der Bischofskirche bis zum Jahr 1699 innehatte.

## Geschichte
Die Kathedrale ist dem Heiligen Fronto von Périgueux geweiht, der nach der Überlieferung in der Dordogne als Missionar gewirkt haben soll. Ihm zu Ehren wurde im 6. Jahrhundert eine Kirche errichtet, die sich zu einem Wallfahrtsort entwickelte. Im 11. Jahrhundert existierte eine große Abtei, die sich um die Pilger kümmerte. Der Besuch wurde im zu dieser Zeit entstandenen Jakobsbuch auch den Pilgern auf der Via Lemovicensis, einem französischen Abschnitt des Jakobswegs nach Santiago de Compostela, empfohlen.
Im 12. Jahrhundert wurden die Abtei und die alte Kirche nach einem kriegerischen Überfall aufgegeben und durch die heutige Kathedrale ersetzt, deren Vollendung auf etwa 1170 datiert wird. Es wird spekuliert, dass beide Kirchen zeitweise miteinander verbunden waren und denselben Altar mit dem Grab von Saint Front nutzten. Die alte Kirche bildet heute die Basis des 60 Meter hohen Kirchturmes im Westflügel.
Die Kathedrale wurde in einem Stil erbaut, der romanische und byzantinische Elemente mischt. Die Kirche hat die Form eines griechischen (gleichschenkeligen) Kreuzes und wird als Kreuzkuppelkirche von fünf Kuppeln mit je 13 Metern Durchmesser überkrönt. Sie ähnelt darin dem Markusdom in Venedig.
Im 14. Jahrhundert wurde eine an der Ostseite gelegene Freitreppe abgebrochen, um Platz für eine Apsiskapelle im gotischen Stil zu schaffen. Ursprünglich war diese vom Kirchenraum durch eine Mauer getrennt. Heute ist sie integriert, um Platz für den Hochaltar zu schaffen.
An den Westflügel sind seitlich zwei Begräbniskapellen angebaut, die nördliche vermutlich aus dem 13. Jahrhundert, die südliche aus dem 9. Jahrhundert. An diese schließt sich der Kreuzgang des früheren Klosters an.

## Restaurierung
Zwischen 1852 und 1895 wurde die Kathedrale von Paul Abadie restauriert. Dieser ersetzte die Kuppeln, die einzustürzen drohten, vergrößerte sie dabei auf der Außenseite und versah sie zudem mit zahlreichen Schautürmchen. Von der ursprünglichen Bausubstanz blieb nur der Kirchturm unverändert. Derselbe Architekt erbaute später in ähnlichem Stil die Basilika Sacré-Cœur in Paris.

## Galerie

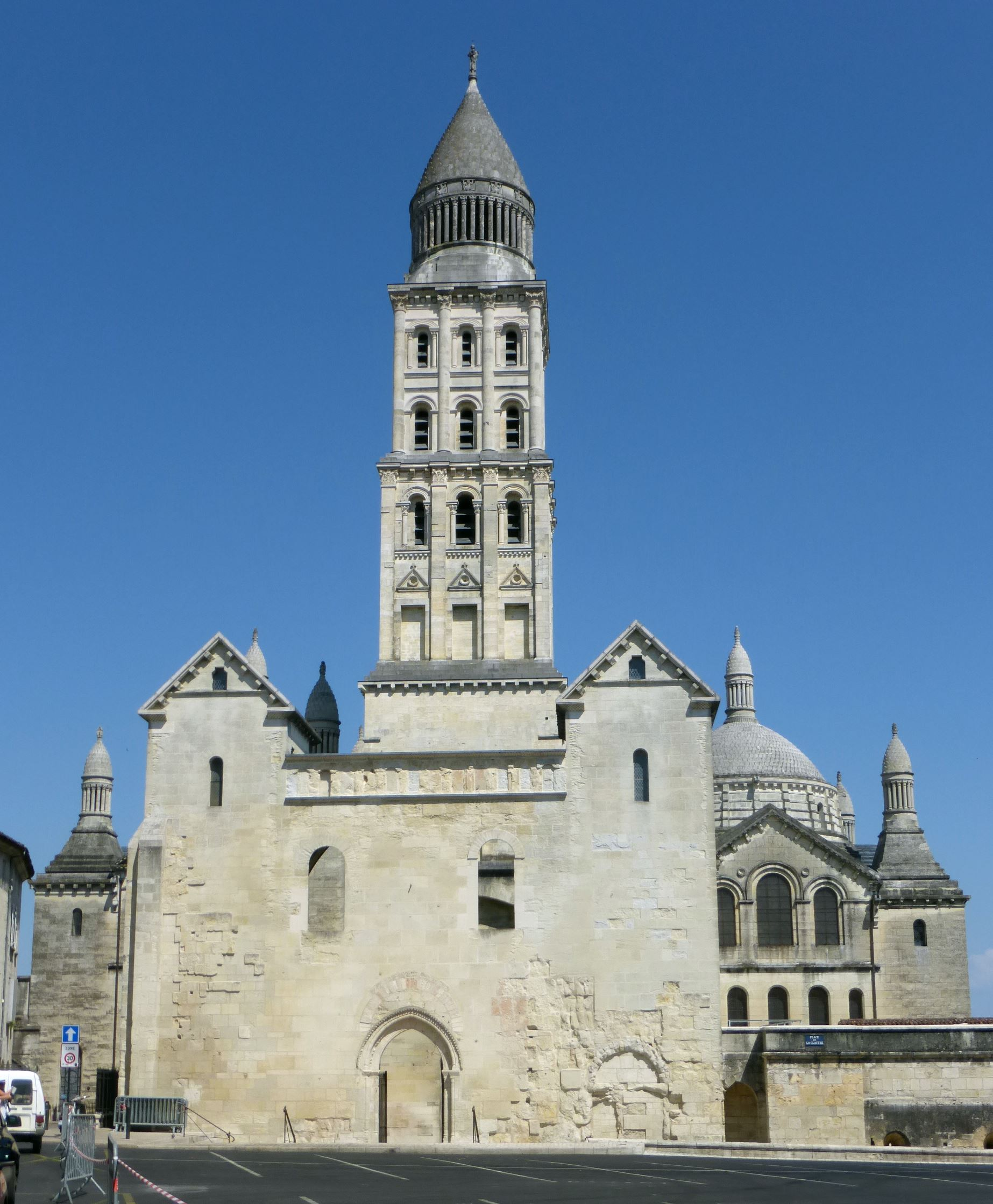
Westfassade
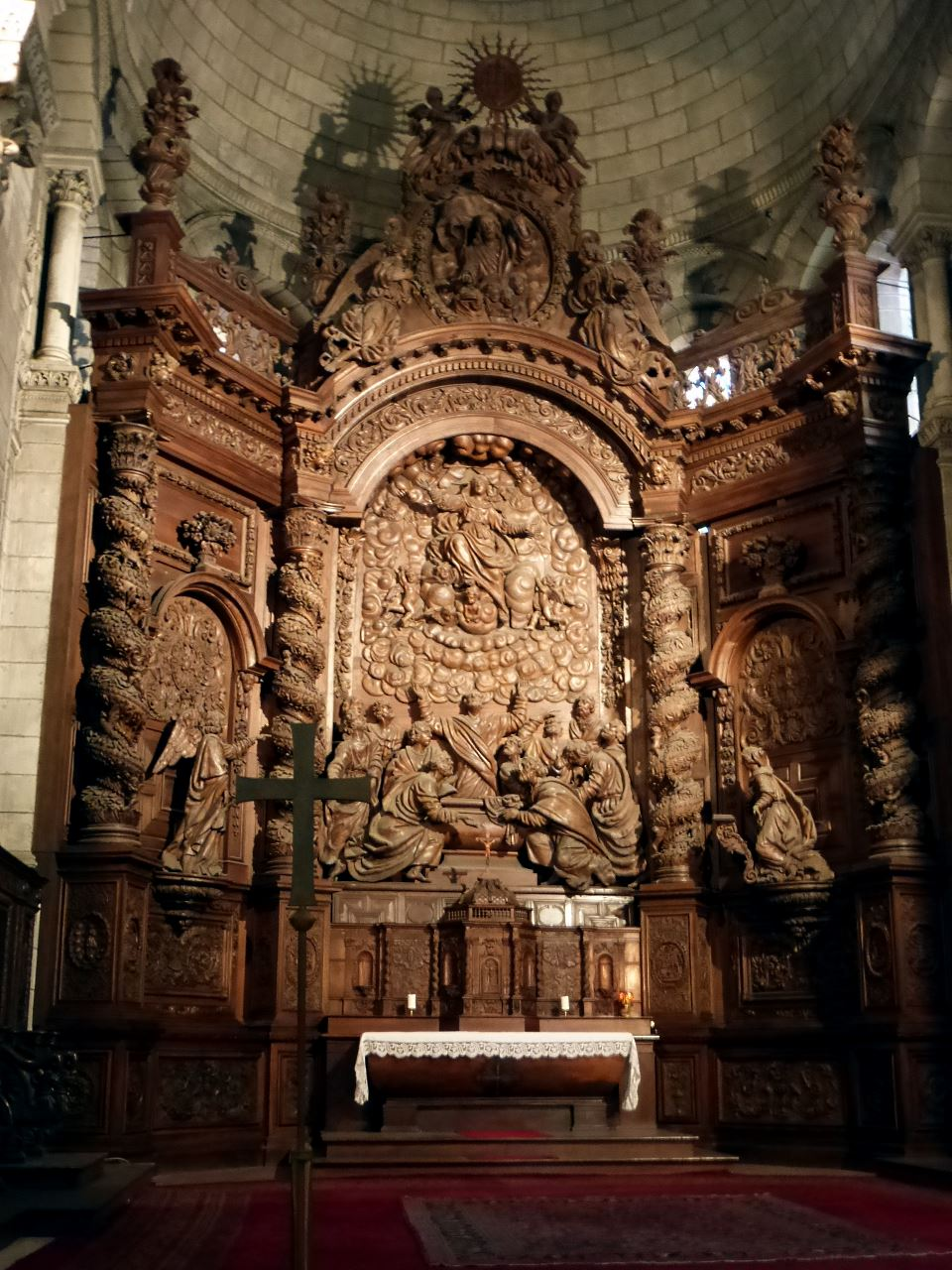
Alter Holzaltar in der östlichen Apsis
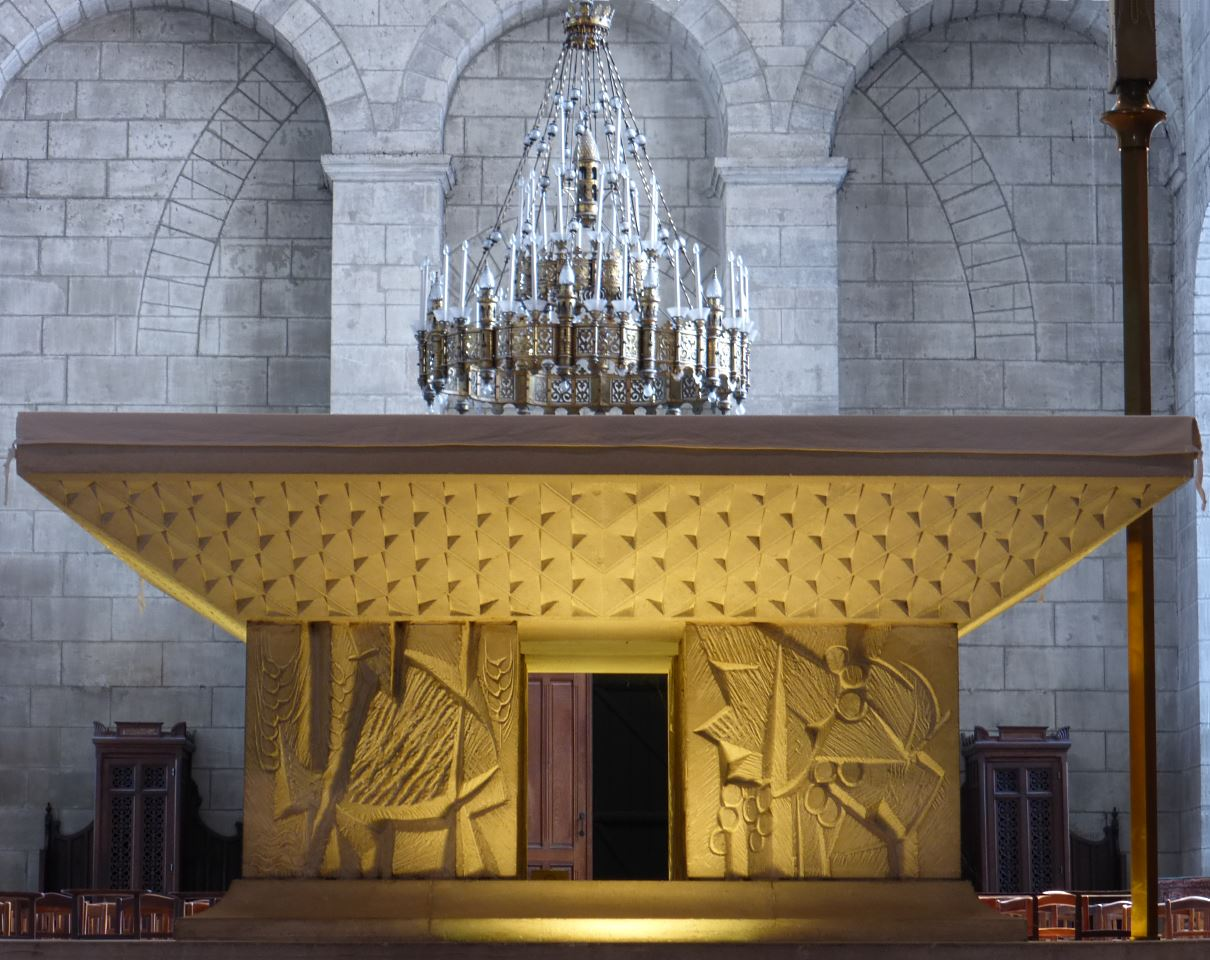
Neuer Hochaltar in der Vierung
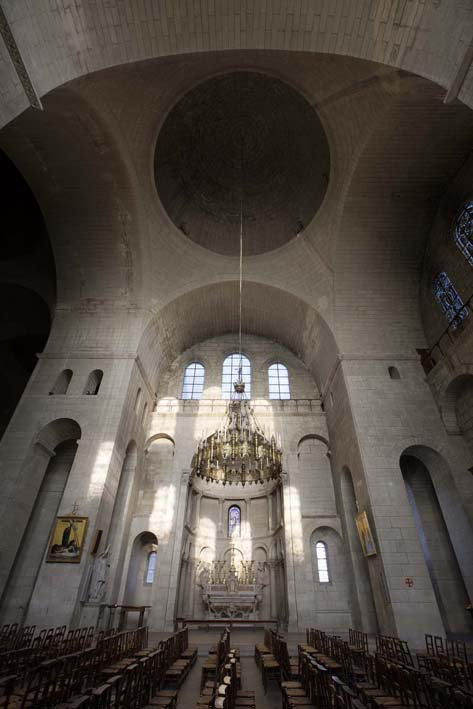
Innenraum Seitenaltar
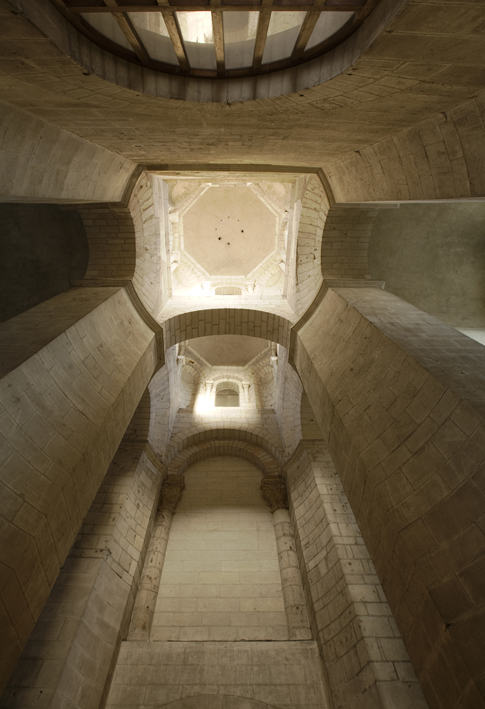
Blick in die Gewölbe
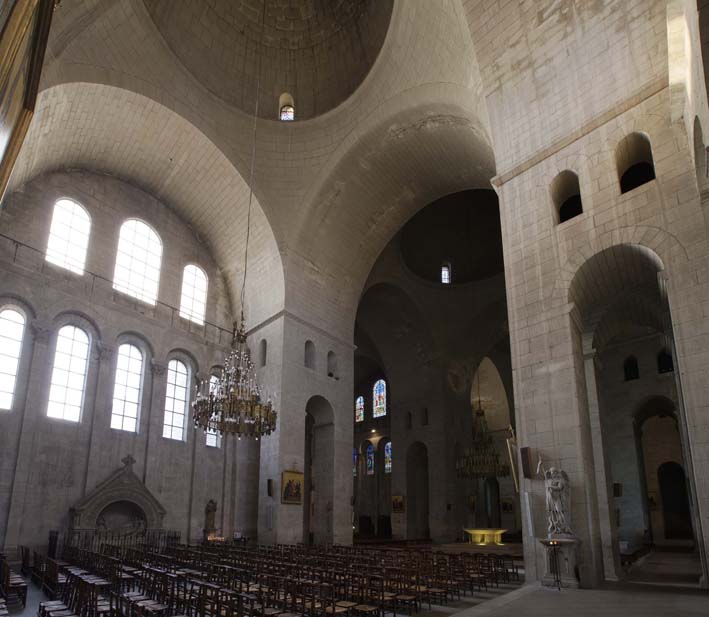
Innenraum
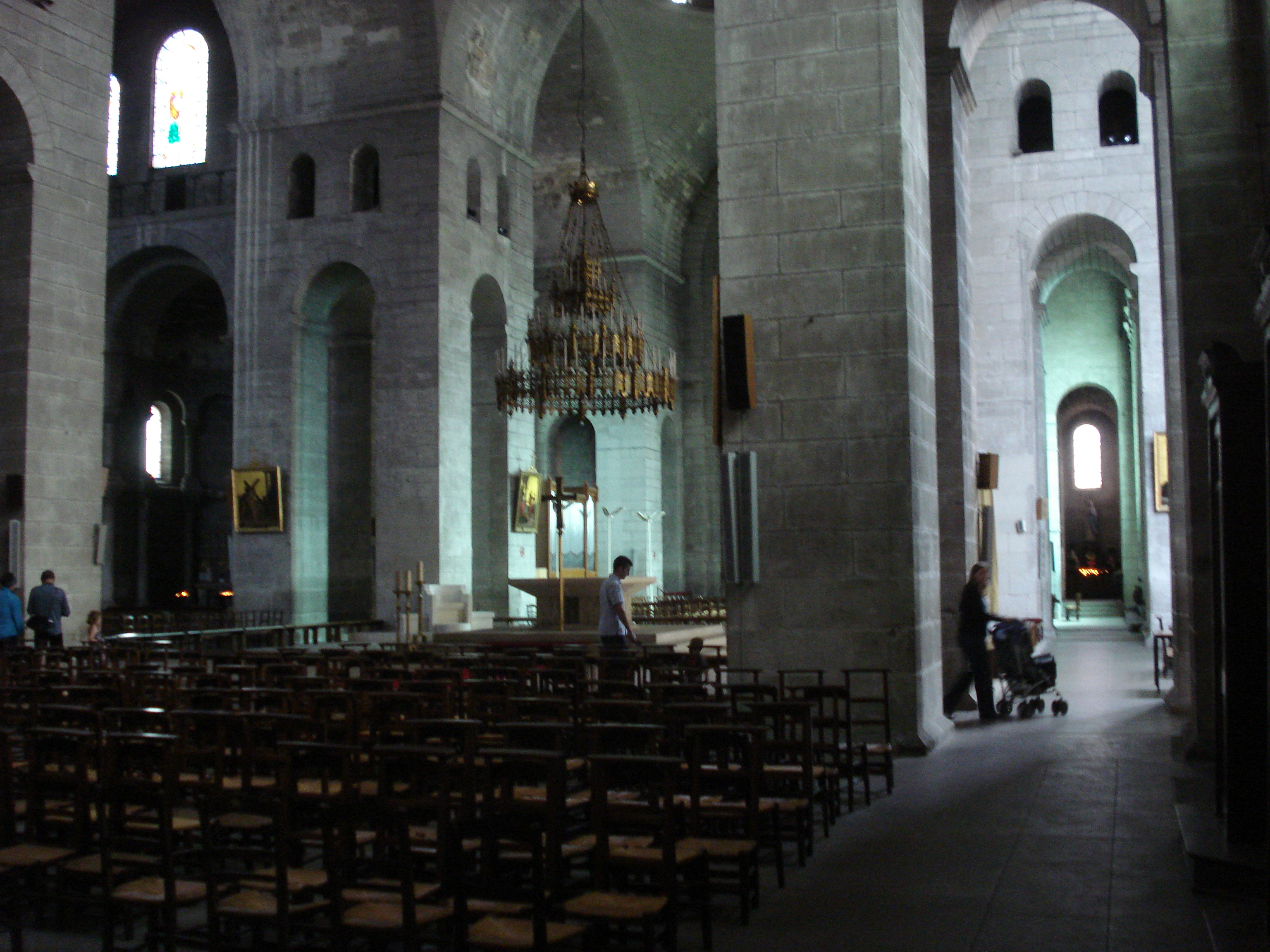
Innenraum

## Orgel
Die Geschichte der Orgeln reicht zurück in das Jahr 1733, der Fertigstellung der ersten Orgel durch den Orgelbauer Martin Carouge (1667–1735) aus Paris. Die heutige Haupt-Orgel wurde 1870 von dem Orgelbauer Merklin-Schütze gebaut, und 1875 von der Kathedrale erworben. Das auf drei Manuale angelegte Instrument ist bis heute unvollständig geblieben. Es hat 31 Register auf zwei Manualen und Pedal. Die Trakturen sind mechanisch (mit Barker-Maschinen).
| I Grand Orgue C–g3 |                  |     |
| 1.                 | Montre           | 16′ |
| 2.                 | Bourdon          | 16′ |
| 3.                 | Montre           | 8′  |
| 4.                 | Bourdon          | 8′  |
| 5.                 | Flûte harmonique | 8′  |
| 6.                 | Gambe            | 8′  |
| 7.                 | Prestant         | 4′  |
| 8.                 | Flûte            | 4′  |
| 9.                 | Quinte           | 3′  |
| 10.                | Cornet V         | 8′  |
| 11.                | Plein-jeu V      |     |
| 12.                | Bombarde         | 16′ |
| 13.                | Trompette        | 8′  |
| 14.                | Clairon          | 4′  |

| II Récit expressif C–g3 |                  |     |
| 15.                     | Principal        | 8′  |
| 16.                     | Flûte harmonique | 8′  |
| 17.                     | Bourdon          | 8′  |
| 18.                     | Gambe            | 8′  |
| 19.                     | Voix céleste     | 8′  |
| 20.                     | Flûte            | 4′  |
| 21.                     | Flageolet        | 2′  |
| 22.                     | Plein-jeu III    |     |
| 23.                     | Cor anglais      | 16′ |
| 24.                     | Trompette        | 8′  |
| 25.                     | Basson-hautbois  | 8′  |
| 26.                     | Voix humaine     | 8′  |
| 27.                     | Clairon          | 4′  |
|                         | Trémolo          |     |

| Pédale C–f1 |          |     |
| 28.         | Flûte    | 16′ |
| 29.         | Soubasse | 16′ |
| 30.         | Flûte    | 8′  |
| 31.         | Bombarde | 16′ |

- Koppeln: II/I, II/II (Suboktavkoppel); I/P, II/P

Die Chororgel wurde 1901 von dem Orgelbauer Charles Mutin erbaut. Das Instrument hat 17 Register auf zwei Manualen und Pedal. Die Trakturen sind mechanisch.
| I Grand Orgue C–g3 |                    |     |
| 1.                 | Bourdon            | 16′ |
| 2.                 | Montre             | 8′  |
| 3.                 | Bourdon            | 8′  |
| 4.                 | Flûte harmonique   | 8′  |
| 5.                 | Prestant           | 4′  |
| 6.                 | Plein-jeu III-IV   |     |
| 7.                 | Trompette          | 8′  |
| 8.                 | Clairon harmonique | 4′  |

| II Récit expressif C–g3 |                      |    |
| 9.                      | Bourdon              | 8′ |
| 10.                     | Flûte harmonique     | 8′ |
| 11.                     | Dulciane             | 8′ |
| 12.                     | Voix céleste         | 8′ |
| 13.                     | Flûte octaviante     | 4′ |
| 14.                     | Flageolet            | 2′ |
| 15.                     | Trompette harmonique | 8′ |
| 16.                     | Basson-hautbois      | 8′ |

| Pédale C–f1 |             |     |
| 17.         | Contrebasse | 16′ |

- Koppeln: II/I, I/P, II/P